# Naprzód Polsko
Naprzód Polsko (NP), "Framåt Polen", var ett nationalkonservativt parti i Polen, bildat den 12 oktober 2008. Det bildades ursprungligen från medlemmar i Polska familjeförbundet, från vilket tre europaparlamentariker, Sylwester Chruszcz, Boguslaw Rogalski och Janusz Szewczak, gick över till Naprzód Polsko och Gruppen Unionen för nationernas Europa (UEN). Partiledare för Naprzód Polsko var Janusz Dobrosz (2008–2009) och Janusz Szewczak (2009–2010). I Europaparlamentsvalet 2009 deltog Naprzód Polsko i en koalition med Polska folkpartiet Piast, men fick inga mandat. Den 19 maj 2010 avregistrerades Naprzód Polsko som politiskt pari och dess medlemmar gick över till olika andra nationalkonservativa partier.